# 李仲特
李异材（1858年—1937年），又名李异，字仲特，号俱非子，晚号一如居士。陕西蒲城人。

## 經歷
1858年10月31日（清咸丰八年），生于蒲城东乡富原村农民家庭。幼时，家虽贫，仍在私塾读书。一八七八年（光绪四年），李异材二十一岁时，考中秀才，便在农村教书糊口。
李异材好深思穷理，在农村教书时，常于夜间独立旷野，按图观天象，对各大行星之名目及运行规律，逐渐通晓，开始学习绘图。他幼年学习过珠算，二十三岁读了《算法统宗》，便对数学发生浓厚兴趣。后经人介绍，在外地买到《梅氏丛书》、《则古昔斋算学》等书， 日夜研习，逐步学会了几何、代数和微积分等。
一八八八年（光绪十四年）時年三十一岁，参加同州府院试。因当时柯巽庵督学陕西，很重视数学，考试中初次出数学题目，参加考试的其他考生多不能回答，李异材却因数学成绩优异，被选拔到三原宏道书院肄业。因为他长于数学和绘图，一八九零年（光绪十六年）被陕西舆图馆聘请，参加测绘本省地图工作，所绘地图比较精细，还自己制造了简单仪器，为陕西的测绘工作有所贡献。
一八九三年（光绪十九年），李异材去北京，适逢徐季出任浙江学使，被聘为幕僚，深得器重。在杭州任职期间，仍注意自学数、理、化等自然科学，并绘制了一份《秦晋豫三竹黄河阁》，现保存于陕西师范大学图书馆。
一八九七年（光绪二十三年），李异材由浙江返陕，行李，新书数箱，除诸子百家外，多系新出版的数学、物理、化学等精本。李异材便指导侄儿李仪祉学习这些新书，为以后的深造奠定了基础。
一八九八年（光绪二十四年），陶勤肃聘请李异材主讲兰州兰山书院，开甘陇新学风气。在此期间，李与陶的儿子拙存常谈数理，拙存认为立方以上已无法画图，异材不以为然，便作进一步钻研，甚至通夜深思试绘，终于绘出了九乘方廉隅诸图，以说明开方之理，在此基础上编著了《开方数理图说》二卷。
一九零二年（光绪二十八年） 他因母病辞职回陕，亲侍汤药。母亲去世后，充任省城高等学堂算学教师，次年随四川提学使郑叔晋入川，参加川汉铁路勘测工作。
一九零五年（光绪三十一年）蒲城井勿幕在日本东京求学，首先加入了同盟会，并奉孙中山之命，于当年冬回陕，联络革命志士，发展同盟会组织。李异材一九零六年（光绪三十二年）返陕，立即加入同盟会，并与焦子静、张拜云，王子端及胞弟李良材等十余人，在西安创办健本学堂（校址在富平会馆），招收各地有志青年，培养革命人才。一九〇八年(光绪三十四年)李异材任西潼铁路筹备局秘书。并倡议兴办延长油矿、北山牧场等。
一九〇八年秋，正式成立中國同盟會陕西分会，并选李异材为会长。
辛亥革命后，研究佛学。陈树藩督陕时，靖国军举义渭北，陈以李异材深孚众望，特请其去三原调停。李异材到三原对举义诸人说:“时局混沌中有此一帜，革命之曙光也。诸公善为之。余老矣,不能助也。”他回西安后，不但未向陈树藩复命，反而编写了《陈树藩祸陕论》，印成小册子，公开散发，揭露陈的罪恶行径。因为他说话直爽，不避锋芒，人们称他为“土开花”（注：土制之火炮）。
以后，李异材或住西安，或居北平，继续钻研数学， 于一九三〇年完成他的第二部数学著作《级数比类》四卷。
一九三三年李异材已七十五岁，眼瞎耳聋，然神志洁朗。当时主持陕政的邵力子，因清末曾在西安任教，早与李异材结识，这时故友相逢，促膝交谈，邵力子对李异材的学问、道德，异常推崇。
李异材于一九三七年八月十四日病逝西安，终年七十九岁，邵力子撰写的《蒲城李仲特先生墓志铭》中说，“生平行谊略近禹墨，厚人薄己，衣不帛，食不肉，夏不持扁，淡于荣利，独喜科学，好著书……皆苦思冥索，不屑傍依，其天性然也。”
李异材在数学方面研究的主要是代数方程和级数两大项，在代数方面的研究，包括在《开方数理图说》一书中，此书有一九二三年印本，流传较广，这本著作中最有价值者是关于数值方程的坐标图解法。在级数方面的研究，包括在《级数比类》（没有印本，原稿存陕西师大图书馆）一书中。

## 其他
弟：戲劇學家李桐轩。侄子：即李桐轩之子李仪祉，水利学家和教育家。